# クリスティアン・ガルシア・ラモス
クリスティアン・ガルシア・ラモス（Cristian García Ramos、1981年12月21日 - ）は、スペイン・タラサ出身の元サッカー選手、元サッカー指導者。ポジションはDFだった。

## 経歴
1999-00シーズンに地元タラサFCでプロデビューを果たした。およそ17年に渡る選手キャリアの中で計7つのクラブに在籍したが、いずれのクラブも当時はセグンダ・ディビシオン以下のカテゴリでプレーしており、ガルシアは1部リーグにおけるプレー経験はない。
2017年、古巣のタラサFCの監督に就任した。2019年5月にタラサCFを退団。これ以降、監督としての活動は行っていない。